# Козя-Гура (Лодзинське воєводство)
Козя-Гура (пол. Kozia Góra) — село в Польщі, у гміні Стшельці Кутновського повіту Лодзинського воєводства.
Населення — 169 осіб (2011).
У 1975-1998 роках село належало до Плоцького воєводства.

## Демографія
Демографічна структура станом на 31 березня 2011 року:
|          | Загалом | Допрацездатний вік | Працездатний вік | Постпрацездатний вік |
| -------- | ------- | ------------------ | ---------------- | -------------------- |
| Чоловіки | 91      | 21                 | 62               | 8                    |
| Жінки    | 78      | 14                 | 44               | 20                   |
| Разом    | 169     | 35                 | 106              | 28                   |